# Podostrog
Podostrog este un sat din comuna Budva, Muntenegru. Conform datelor de la recensământul din 2003, localitatea are 364 de locuitori (la recensământul din 1991 erau 195 de locuitori).

## Demografie
În satul Podostrog locuiesc 254 de persoane adulte, iar vârsta medie a populației este de 35,3 de ani (34,5 la bărbați și 36,0 la femei). În localitate sunt 115 gospodării, iar numărul mediu de membri în gospodărie este de 3,11.
Populația localității este foarte eterogenă.
|  |

| Demografie | Demografie | Demografie |
| An         | Locuitori  | Locuitori  |
| ---------- | ---------- | ---------- |
|            |            |            |
|            |            |            |
|            |            |            |
|            |            |            |
| 1948       | 294        |            |
| 1953       | 290        |            |
| 1961       | 255        |            |
| 1971       | 293        |            |
| 1981       | 201        |            |
| 1991       | 195        | 195        |
| 2003       | 365        | 364        |

| \| Componența etnică conform recensământului din 2003[2] \| Componența etnică conform recensământului din 2003[2] \| Componența etnică conform recensământului din 2003[2] \| Componența etnică conform recensământului din 2003[2] \| Componența etnică conform recensământului din 2003[2] \| \| ----------------------------------------------------- \| ----------------------------------------------------- \| ----------------------------------------------------- \| ----------------------------------------------------- \| ----------------------------------------------------- \| \| \| \| \| \| \| \| Sârbi \| Sârbi \| \| 167 \| 45,87% \| \| Muntenegreni \| Muntenegreni \| \| 152 \| 41,75% \| \| Maghiari \| Maghiari \| \| 3 \| 0,82% \| \| Croați \| Croați \| \| 1 \| 0,27% \| \| Romi \| Romi \| \| 1 \| 0,27% \| \| necunoscută \| necunoscută \| \| 5 \| 1,37% \| |              |  |     |        |
| Componența etnică conform recensământului din 2003 |              |  |     |        |
| |              |  |     |        |
| Sârbi | Sârbi        |  | 167 | 45,87% |
| Muntenegreni | Muntenegreni |  | 152 | 41,75% |
| Maghiari | Maghiari     |  | 3   | 0,82%  |
| Croați | Croați       |  | 1   | 0,27%  |
| Romi | Romi         |  | 1   | 0,27%  |
| necunoscută | necunoscută  |  | 5   | 1,37%  |